# Setodes fragilis
Setodes fragilis är en nattsländeart som beskrevs av Olah 1985. Setodes fragilis ingår i släktet Setodes och familjen långhornssländor. Inga underarter finns listade i Catalogue of Life.